# Amtsgericht Oppenheim

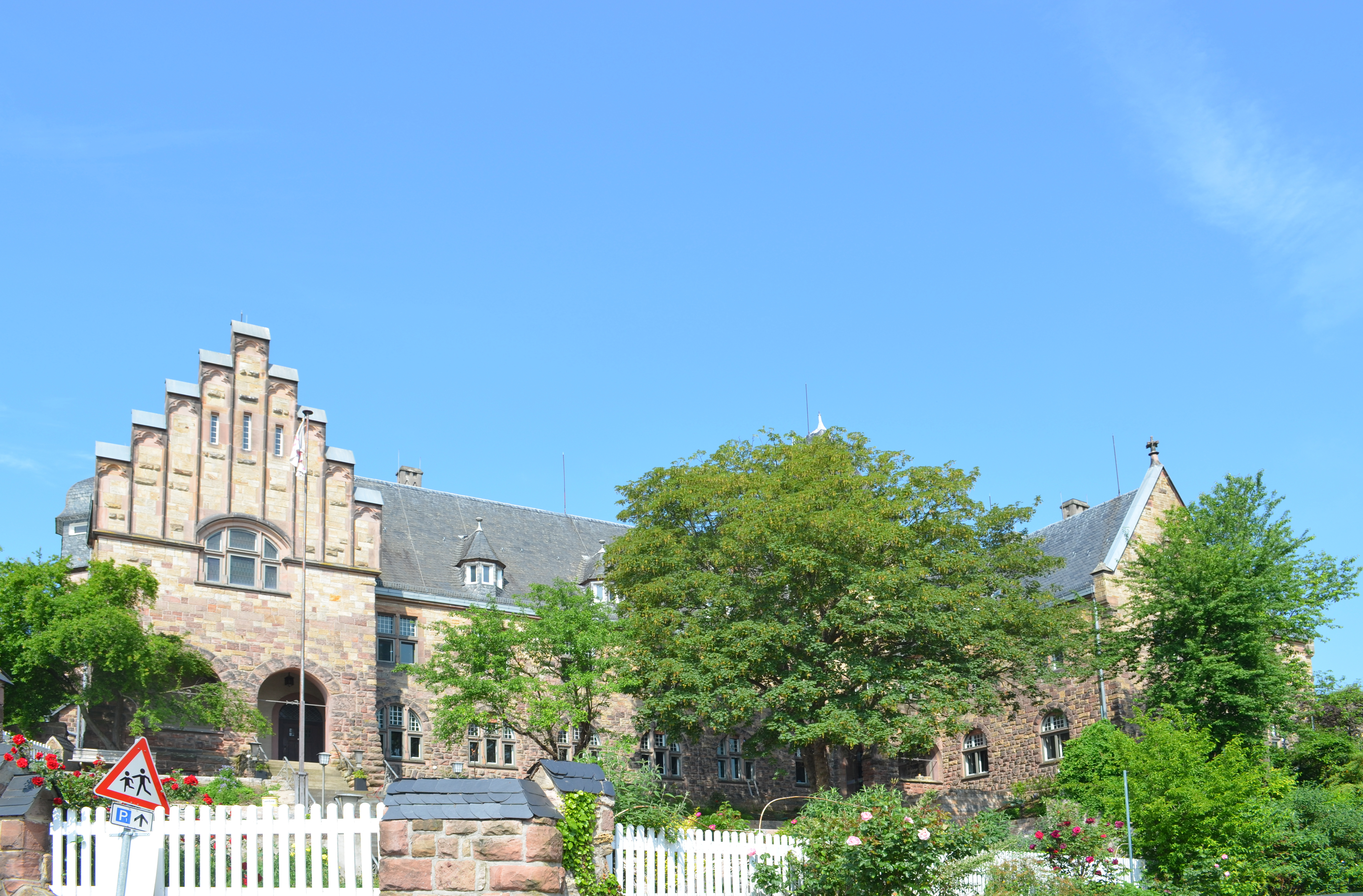
Amtsgerichtsgebäude

Das Amtsgericht Oppenheim war von 1878 bis 1972 ein Amtsgericht mit Sitz in Oppenheim.

## Gründung
Mit dem Gerichtsverfassungsgesetz von 1877 wurden Organisation und Bezeichnungen der Gerichte reichsweit vereinheitlicht. Zum 1. Oktober 1879 hob das Großherzogtum Hessen deshalb die Friedensgerichte auf, die bis dahin für die erstinstanzliche Rechtsprechung in dessen Provinz Starkenburg zuständig gewesen waren. Funktional ersetzt wurden sie durch Amtsgerichte. Das Amtsgericht Oppenheim wurde dem Bezirk des Landgerichts Mainz zugeordnet, das wiederum zum Bezirk des Oberlandesgerichts Darmstadt (nach der Bildung des Landes Rheinland-Pfalz war das dann das Oberlandesgericht Koblenz) gehörte.

## Ende
1972 wurde das Gericht im Rahmen der Gebietsreform aufgelöst.

## Bezirk
| Gemeinde    | Herkunft                  | Zugang | Abgang | Nach |
| ----------- | ------------------------- | ------ | ------ | ---- |
| Dalheim     | Friedensgericht Oppenheim | 1879   |        |      |
| Dexheim     | Friedensgericht Oppenheim | 1879   |        |      |
| Dienheim    | Friedensgericht Oppenheim | 1879   |        |      |
| Dolgesheim  | Friedensgericht Oppenheim | 1879   |        |      |
| Eimsheim    | Friedensgericht Oppenheim | 1879   |        |      |
| Friesenheim | Friedensgericht Wörrstadt | 1879   |        |      |
| Gimbsheim   | Friedensgericht Osthofen  | 1879   |        |      |
| Guntersblum | Friedensgericht Oppenheim | 1879   |        |      |
| Hillesheim  | Friedensgericht Wörrstadt | 1879   |        |      |
| Köngernheim | Friedensgericht Oppenheim | 1879   |        |      |
| Lörzweiler  | Friedensgericht Oppenheim | 1879   |        |      |
| Ludwigshöhe | Friedensgericht Oppenheim | 1879   |        |      |
| Mommenheim  | Friedensgericht Oppenheim | 1879   |        |      |
| Nackenheim  | Friedensgericht Oppenheim | 1879   |        |      |
| Nierstein   | Friedensgericht Oppenheim | 1879   |        |      |
| Oppenheim   | Friedensgericht Oppenheim | 1879   |        |      |
| Schwabsburg | Friedensgericht Oppenheim | 1879   |        |      |
| Selzen      | Friedensgericht Oppenheim | 1879   |        |      |
| Uelversheim | Friedensgericht Oppenheim | 1879   |        |      |
| Weinolsheim | Friedensgericht Oppenheim | 1879   |        |      |
| Wintersheim | Friedensgericht Oppenheim | 1879   |        |      |

## Gerichtsgebäude
1903 errichtete das Hessische Hochbauamt Mainz ein Gerichtsgebäude am Amtsgerichtsplatz 1. Der Architekt Paul Kubo entwarf einen burgartigen späthistoristischen Sandsteinquaderbau. Heute ist das Gebäude ein Kulturdenkmal aufgrund des rheinland-pfälzischen Denkmalschutzgesetzes und steht unter Denkmalschutz.
Nach Auflösung des Amtsgerichts wurde das Gebäude vom Landesamt für Umwelt, Wasserwirtschaft und Gewerbeaufsicht bis 2007 nachgenutzt. Seit Ende 2017 wird das Haus nach zweijähriger Findungs- und Umbauphase als Hotel und Eventlocation betrieben.